# سيمون فوكس (لاعب كرة قدم)
سيمون فوكس (بالإنجليزية: Simon Fox)‏ هو لاعب كرة قدم بريطاني في مركز الهجوم، ولد في 28 أغسطس 1977 في باسينجستوك في المملكة المتحدة. لعب مع برايتون أند هوف ألبيون.